# 図書館問題研究会
図書館問題研究会（としょかんもんだいけんきゅうかい、英語: Society of Study on Library Problems, Japan）は、公共図書館の発展のために、理論を確立し調査・研究・実践を重ねることを目的とした日本の団体。1955年（昭和30年）に創設された。略称は図問研（ともんけん）。事務所を東京都中央区日本橋蛎殻町一丁目35番2号のグレインズビル内に置く。

## 目的
結成時に作られた「綱領」を指針として、住民の役に立つ図書館づくりを目的としている。

## 設立
1955年（昭和30年）5月、「図書館を国民のもの‐生活から離れない民衆の図書館‐とするために、ひとつの組織を作ろう」との呼びかけのもと、49名の図書館員によって結成された。

## 組織・活動
組織は個人を会員としている。公共図書館、大学図書館、学校図書館、専門図書館などの図書館員を中心に、大学教員などの研究者、社会教育関係者、図書館に関心のある一般市民など、2021年時点で約650名の会員がいる。入会すると県単位で全国に26ある支部のいずれかに所属し、支部ごとに活動することになる。
会の最高機関は全国大会で、大会は年1回開催される。大会期間中は大会によって選出された全国委員により全国委員会がおかれ、全国委員会により選出された委員長と常任委員会により会の運営が行われ、また別に監事が選出され監査が行われる。

## 出版物
機関誌『みんなの図書館』（月刊、1955年創刊、創刊時の誌名は『図書館問題研究会会報』）、研究誌『図書館評論』（年刊、1956年創刊）ほか、各種出版物を刊行している。